# 二甲基甘胺酸
二甲基甘胺酸 (英語：Dimethylglycine，縮寫：DMG)是甘胺酸的衍生的含氮有機酸，其結構簡式為(CH3)2NCH2COOH，屬於叔胺。二甲基甘胺酸可在豆類和動物肝臟中尋獲。二甲基甘胺酸可由甘胺酸甜菜鹼失去一甲基後獲得。二甲基甘胺酸也是胆碱代謝時所產生的副產物。
當二甲基甘胺酸初次被發現時，其被稱為維生素B16，然而與「真正」維生素B不同之處在於其在體內的缺乏並不會對人體造成任何疾病，而且二甲基甘胺酸可由克雷伯氏循環生成，因此二甲基甘胺酸不符合維生素的定義。

## 應用
二甲基甘胺酸被建議用為表現增強物質、免疫刺激劑、及用於治療自閉症、癲癇及粒線體疾病。然而，至今無證據顯示二甲基甘氨酸能有效治療粒線體疾病。而已發表的自閉症治療論文表示投予二甲基甘氨酸的組別相較於投予安慰劑的組別之治療成果並無明顯不同。

## 生物體內活性
二甲基甘胺酸可做為N-甲基-D-天門冬胺酸受體甘胺酸結合位的激動劑。

## 製備
二甲基甘胺酸的自由形式及其鹽酸鹽 [2491-06-7 ]可商購，但二甲基甘胺酸也可由甘胺酸與含水甲醛的甲酸溶液（甲酸同時作為溶劑和還原劑）進行埃施魏勒-克拉克反应而甲基化製備得來，反應式如下：{\displaystyle {\ce {H2NCH2COOH + 2 HCHO + 2 HCOOH -> (CH3)2NCH2COOH + 2 CO2 + 2 H2O}}}
在埃施魏勒-克拉克反应之後可加入鹽酸以產生其鹽酸鹽。二甲基甘胺酸的自由形式可由其鹽酸鹽的中和反應得來，可由氧化銀作為鹼
。